# Мехтеб (водохранилище)
Мехтеб  (Мектеб) — водохранилище в Дагестане (Россия), иногда считается озером. Лежит на высоте −24,1 м над уровнем моря, по другим данным — около — 25,5 м. Площадь поверхности, по разным данным, 14,3 — 25 км². Глубины — до 7 м. Средняя глубина — 1,5 м.
Питается водами реки Сулак через Присулакский и Кирпичный каналы и атмосферными осадками. Связано протоками с бухтой Сулак.

## Описание
Создано в 1960 году. Водохранилище обмелело, заросло и разделилось на несколько небольших некрупных плёсов. Воды Мехтеба прозрачные, минерализация составляет 400—600 г/л. Зарастает осоками, тростником и рогозом.
Обитают популяции краснокнижных птиц: малого баклана, белоглазого нырка, журавля-красавки, султанки, ходулочника, авдотки. В окрестностях отмечены камышовый кот и перевязка.
Климат окрестностей водоёма континентальный, среднегодовая температура воздуха равна +11,6 °C, максимальная температура +38 °C, минимальная −29 °C. Самые жаркие месяцы — июль и август. Среднемесячная температура в холодный период года (ноябрь-март) составляет +2,4 °C, в тёплый период +18,2 °C. Среднегодовое количество осадков не более 350 мм, в тёплый период выпадает около 200 мм, в холодный — около 100 мм.